# Komo-Océan
Komo-Océan ist ein Departement in der Provinz Estuaire in Gabun und liegt im Westen des Landes. Das Departement hatte 2013 etwa 550 Einwohner.

## Gliederung
- Kanton Océan Gongoué
- Kanton Remboué Gangoué